# Liste der Kulturdenkmäler in Wahlheim
In der Liste der Kulturdenkmäler in Wahlheim sind alle Kulturdenkmäler der rheinland-pfälzischen Ortsgemeinde Wahlheim aufgeführt. Grundlage ist die Denkmalliste des Landes Rheinland-Pfalz (Stand: 25. März 2025).

## Denkmalzonen
| Bezeichnung              | Lage               | Baujahr         | Beschreibung | Bild |
| ------------------------ | ------------------ | --------------- | --- | ---- |
| Denkmalzone Schleifmühle | Mühlstraße 45 Lage | 19. Jahrhundert | ehemalige Schleifmühle, 19. Jahrhundert; Vierseitanlage; großvolumiges Mühlengebäude, vor 1885; Wohnhaus des Spätklassizismus, Mitter des 19. Jahrhunderts; Torbau mit Rundbogenportal zum tonnengewölbten Keller, Stalltrakt mit Oberlichtportal bezeichnet 1817; Bruchsteinscheune von 1855; einschließlich ehemaligem Mühlkanal, parkähnlichem Baumbestand und Nutzgarten | BW   |

## Einzeldenkmäler
| Bezeichnung         | Lage                                  | Baujahr                 | Beschreibung | Bild |
| ------------------- | ------------------------------------- | ----------------------- | --- | ---- |
| Grabmäler           | Alzeyer Straße, auf dem Friedhof Lage | ab 1861                 | Grabmal Eheleute Anton Wick († 1855), hohe Sandsteinstele mit vegetabil-antikischer Begrönung; Grabmal Margaretha Wick, geb. Baier († 1861), ähnliche Gestaltung; Grabmal Eheleute Heinrich Linck II. († 1894), breite Sandsteinstele; Grabmäler Christ. Mauer, geb. Mundor († 1910) und Joh. Mauer († 1890), zwei profilierte Granit-Sarkophage in reicher schmiedeeiserner Einfriedung; Grabmal Eheleute Johann Wick († 1910), monumentale, ädikulaähnliche Stele; Grabmal Jakob Winkes († 1917), reliefierte Sandsteinwand mit vorgestelltem Kreuz und galvanoplastischer Reliefbüste Christi; Grabmal Familie Heinrich Linck III. († 1919), galvanoplastische Figur einer Trauernden vor ädikulaähnlicher Kunststeinstele; Grabmal Familie Heinrich Kehr, unter anderem Magdalena Kehr, geb. Baade († 1924), bogige Kunststeinstele mit Relief der Kreuzigungsgruppe | BW   |
| Ohligmühle          | Mühlstraße 3 Lage                     | 18. und 19. Jahrhundert | ehemalige Ohligmühle, 18. und 19. Jahrhundert; Hauptgebäude in spätbarocken Formen, Oberlichtportale bezeichnet 1791 und 1823 (Mühlenteil); ehemaliger Mühlkanal mit Resten des eisernen Mühlrads und Teile der technischen Einrichtung erhalten; Bruchsteinscheune, im Kern wohl aus der Mitte des 19. Jahrhunderts, Kreuzgratgewölbestall; Grundstücksmauer mit Torpfeilern, erste Hälfte des 19. Jahrhunderts, Hofpflasterung | BW   |
| Evangelische Kirche | Obergasse 46 Lage                     | ab dem 15. Jahrhundert  | spätbarocker Saalbau, 1750, romanische Langhausteile, ehemaliger Chor im 15. Jahrhundert erneuert, Abtrennung bezeichnet 1595 | BW   |
| Kellermühle         | Obergasse 125/129 Lage                | 18. und 19. Jahrhundert | ehemalige Kellermühle, 18. und 19. Jahrhundert; Vierflügelanlage mit Torbau; Nr. 125: barockes Wohnhaus unter Mansardwalmdach; Bruchsteinscheunen; Nr. 129: Wohnhaus an der Straße, späteres 19. Jahrhundert; dreischiffiger Gewölbestall, Mitte des 19. Jahrhunderts | BW   |